# Hans-Jörg Hennecke
Hans-Jörg Hennecke (* 31. August 1942 in Hannover; † 30. Mai 2014 ebenda) war ein deutscher Journalist und Schriftsteller.

## Leben
Hans-Jörg Hennecke wurde 1942 im hannoverschen Stadtteil Vahrenwald geboren.  Seine Kindheit in Wülfel in der Nachkriegszeit war von Unterernährung überschattet, gelindert von den CARE-Paketen unter dem Motto „Amerika-Hilft“.
Nach dem Besuch einer Realschule absolvierte Hennecke eine Ausbildung zum Verlagskaufmann und ein Volontariat in der Redaktion bei der Neuen Presse. Noch in seiner Jugend wurde Hans-Jörg Hennecke Chefredakteur eines bundesweit erscheinenden Jugendmagazins.
Hennecke würde 1968 Mitglied der DKP. Von 1971 bis 1976 war er Chefredakteur des SDAJ-Magazins Elan und Mitglied des Geschäftsführenden Bundesvorstandes der SDAJ. Von 1978 bis 1983 war er Sekretär für Öffentlichkeitsarbeit beim DKP-Bezirksvorstand Niedersachsen. 1983 wurde er zum Bezirksvorsitzenden der DKP Niedersachsen gewählt.
Zudem arbeitete Hennecke in der Öffentlichkeitsarbeit für Zeitschriften, Verbände sowie beim Kulturamt Hannover, für das er vor allem im Bereich der Stadt- und Stadtteilkultur und in seinem neuen Kiez Linden wirkte. Er entwickelte Rundgänge zu historischen wichtigen Stätten in den Stadtteilen, schrieb Satiren und Kurzgeschichten sowie Theaterstücke. Etwa ab 2007 schrieb er regelmäßig und bis zuletzt „[...] seine Kolumne im Lindenspiegel.“
In seinen letzten Lebensjahren konzentrierte sich der vielfach ehrenamtlich Engagierte auf die Stadtteile von Linden, wo er einen Schrebergarten auf dem Lindener Berg und zahlreiche Freunde hatte. Auch die von ihm erfundenen und beschriebenen lindener Figuren Pastor Sauerbier, Stokelfranz oder Oma Kasten sowie sein Alter Ego Lindemann verwob er in seinen Erzählungen mit „[...] einer Art topographisch-biographischen Empathie“. Den Strudel der Globalisierung und der digitalen Revolution brach Hennecke herunter auf seinen eigenen lokalen Raum, hinterfragte dabei zugleich „[...] satirisch, zynisch und sarkastisch das geschäftsmäßige Einerlei unserer täglichen Existenz.“
Zu seinen Arbeiten zählten auch Regionalkrimis wie LindenTod und Totenruhe, in denen Hennecke seinen pensionierten Pastor Sauerbier und dessen Freund Lindemann jeweils auf eigene Faust ermitteln ließ.
Das Schreiben ließ Hans-Jörg Hennecke „[...] nie los; es definierte ihn.“ Sein Credo lautete zuletzt: „Jeder möchte lange leben, aber niemand möchte alt werden“. Hennecke starb im Alter von 71 Jahren mitten während der nächtlichen Arbeit an seiner Kolumne für den Lindenspiegel.

## Schriften (Auswahl)
Sachbücher:
- Adelante Argentinos! Argentinien zwischen Fortschritt und Reaktion. Reportagen und Dokumente (= Vorwärts, Argentinier!), Hrsg. vom Bundesvorstand der Sozialistischen Deutschen Arbeiter-Jugend (SDAJ) Dortmund, Dortmund: Weltkreis-Verlags-GmbH, [1975]

Belletristik
- Linden – eine wahnsinnige Geschichte. 900 Jahre Linden. 1115–2015. Vergnügliche – und manchmal entsetzliche – Zeitreise durch Legenden und Ereignisse, 1. Auflage, 94 Seiten, Magistrat der Stadt Linden. Hrsg.: Arbeitsgemeinschaft Lindener Vereine e. V. (AGLV), Hannover: TAK-Verlag, 2001, ISBN 3-9806454-1-X
- Lindemann. Lindener Geschichten, 1. Auflage, Hannover-Linden: CKR-Verlag, 2004, ISBN 3-89384-026-5
- Hans-Jörg Hennecke, Kersten Flenter: Hart am Wasser gebraut. Das Lindemann-&-Stroganow-Buch, [Hannover]: TAK-Verlag, 2007, ISBN 978-3-00-022478-2
- Susanne Mischke (Hrsg.), Hans-Jörg Hennecke: Lindentod. Kriminalroman, Springe: zu Klampen, 2010, ISBN 978-3-86674-068-6; ausführliche Beschreibung
- Susanne Mischke (Hrsg.), Hans-Jörg Hennecke: Totenruhe. Kriminalroman, Springe: zu Klampen, 2011, ISBN 978-3-86674-151-5; ausführliche Beschreibung und Inhaltstext